# Olga Oelkers
Olga Oelkers (Berlim, 21 de maio de 1887 - Frankfurt, 10 de janeiro de 1969) foi uma esgrimista alemã de florete, medalhista olímpica de bronze no evento feminino de florete individual nos jogos Olímpicos de Amesterdão, em 1928.

## Carreira olímpica
Olga Oelkers competiu nos eventos feminino de florete individual dos jogos Olímpicos de 1928, quando conquistou uma medalha de bronze após ficar na terceira colocação do grupo final. Na primeira fase, conquistou quatro vitórias e uma derrota contra suas adversárias; na fase seguinte, terminou na terceira colocação no grupo e se classificou para a final.
Nos jogos Olímpicos de 1936, Oelkers conquistou a última vaga de seu grupo na primeira fase, ela também se qualificou nas quartas de finais. No entanto, terminou na última colocação de seu grupo nas semifinais e terminou eliminada.